# Les Viles de Turbó
Les Viles de Turbó és un indret del terme de Tor-la-ribera, a la Baixa Ribagorça de l'Aragó, a 1 437 m, s. n. m. és al vessant del Turbó, on hi ha un important balneari.
El 1495 hi havia 5 focs i fins al segle xix fou una quadra pertanyent al capítol de Roda. el nom antic del lloc era les Viles de Besaldric. Actualment té 36 h. L'església parroquial és dedicada a Santa Eulàlia. La font termal de les Viles de Turbó neix al vessant oriental de la muntanya, en una estreta vall allargassada que solca el torrent de la Vall. Les aigües tenen propietats medicinals (fetge i ronyó) i, almenys des del segle xix, són conegudes dels ribagorçans. L'explotació de les termes s'inicià, poc després de la construcció d'una carretera fins a Campo el 1933, per una indústria de Balaguer que edificà un establiment amb 74 places. Actualment, amb tres paradors més, n'hi ha més de 200 habitacions. La font és propietat de la Societat d'Aigües del Turbó i va prendre de nou impuls amb l'arribada de al segle XXI de la mà de la gestió de la tercera generació de la família, que van realitzar importants esforços en reformar l'edifici i en modernitzar l'oferta balneària amb la introducció de noves tècniques termals.
Prop del poble hi ha la Casa Garús, amb una capella de tradició antiga dedicada a Sant Francesc Xavier; també la Casa Arinyó té capella, dedicada a la Mare de Déu de la Pietat. Al migdia del poble hi ha la capella de Sant Antoni de Pàdua.
El municipi està inclòs a la Zona d'especial protecció per a les aus (ZEPA).